# Lausannerörelsen
Lausannerörelsen (Lausanne Committee for World Evangelization) är en global evangelisationsrörelse som bildats av väckelsekristna organisationer, kyrkor och nätverk. 

## Lausanne 1974
1974 samlade världsevangelisten Billy Graham omkring 2 700 deltagare från 150 länder till en stor kongress i Lausanne, Schweiz. Kända förkunnare och teologer som John Stott, René Padilla, Francis Schaeffer och Samuel Escobar medverkade. Efter tio dagar av bön, studier och samtal antogs Lausannedeklarationen som slog fast att  både evangelisation och socialt och politiskt engagemang tillhör vår kristna plikt. Båda är nödvändiga uttryck för vår kärlek till nästan och vår lydnad för Jesus Kristus .
Kongressen fick ett enormt genomslag och har skrivit in sig i 1900-talets kyrkohistoria. Den rörelse som tog form har sedan dess försökt förverkliga visionen:  Hela kyrkan bär hela evangeliet till hela världen .

## Manila 1989
1989 samlades 3 586 evangelikaler från 170 länder till nästa världskongress för evangelisation (även kallad Lausanne II) i Manila, Filippinerna, under temat Förkunna Kristus tills han kommer. I Manilamanifestet fördömdes institutionaliserat våld, politisk korruption, alla former av exploatering av människor och av jorden, underminerandet av familjen, abort på begäran, narkotikahandel och kränkandet av mänskliga rättigheter.